# Kleine boompjesslak
De kleine boompjesslak (Dendronotus frondosus) is een slakkensoort uit de familie van de boompjesslakken. De wetenschappelijke naam van de soort werd in 1774 als Amphitrite frondosa voor het eerst geldig gepubliceerd door Ascanius. In 2017 werd deze cryptische soort opgesplitst in een Kleine en Grote boompjesslak, die de wetenschappelijke naam D. europaeus heeft gekregen.

## Beschrijving
De kleine boompjesslak is een grote, tot maximaal 50 mm lange, zijdelings samengedrukte zeeslak met variabele kleuring. Het kan wit of roze zijn met gevlekt bruin, rood of geel pigment. Langs de rug lopen twee rijen gepaarde, vertakte uitsteeksels (cerata) die als kieuwen fungeren. Tussen deze cerata zitten kleinere uitsteeksels die ook vertakt zijn. Aan de voorkant van veel zeeslakken bevindt zich een weefselflap, de mondsluier genaamd, die vertakte uitsteeksels draagt in de boompjesslak. De antenne-achtige rinoforen zijn omhuld met weefsel en deze omhulsels eindigen in vertakte processen. Tussen de takken aan het uiteinde van de rinofoormantels bevinden zich de uiteinden van de rinoforen zelf, die qua structuur en vorm op geribbelde dennenappels lijken.

## Verspreiding
Deze soort is gemeld uit de noordoostelijke en noordwestelijke Atlantische Oceaan, evenals aan de Pacifische kust van Noord-Amerika tot aan Los Angeles. In Europa van Spitsbergen, IJsland, Noorwegen tot de zuidelijke Atlantische kust van Frankrijk, inclusief het Kanaal en de Noordzee. Volwassen boompjesslakken worden gevonden in het ondiepe sublitoraal op de hydroïdpoliep gorgelpijp (Ectopleura larynx) en penneschaft (Tubularia indivisa). Juvenielen zijn te vinden op de hydroïdpoliepen Obelia sp., Sertularia sp., Halecium sp. en Hydrallmania falcata.
In tegenstelling tot de oostelijke Waddenzee, waar deze soort zeldzaam is, komt de boompjeslak algemeen voor in de westelijke Waddenzee, de westelijke en centrale Oosterschelde en de mond van de Westerschelde.